# RapeLay
RapeLay (レイプレイ, Reipurei) est un jeu vidéo de type eroge, réalisé en 3D. Il a été développé par Illusion et sorti le 21 avril 2006 au Japon. Il fait particulièrement polémique, trois ans après sa sortie initiale, car le jeu est centré sur un personnage masculin qui traque et viole une mère et ses deux filles. Plusieurs pays décident alors d'interdire le jeu.
Comparé aux précédents jeux d'Illusion, l'histoire principale est plus courte mais il dispose d'un moteur 3D amélioré. Il est joué principalement par le contrôle de la souris.  

## Contenu
RapeLay est joué à partir de la perspective d'un frotteur nommé Masaya Kimura qui traque et ensuite viole la famille Kiryuu composé d'une mère et ses deux filles.
Le joueur peut choisir entre plusieurs positions sexuelles et contrôle l'action grâce à la souris. Il dispose d'un simulateur sexuel réaliste qui permet au joueur de peloter et de déshabiller les personnages dans un train bondé. Plus tard, le joueur peut forcer n'importe quel personnage féminin à avoir une relation quand il le souhaite. Le joueur a une variété de positions sexuelles à choisir comme par exemple la position du chevauchement, la fellation, l'irrumation ou le triolisme. RapeLay possède également un compteur d'éjaculation interne qui permet de prendre en compte le risque de grossesse.
Après avoir terminé le scénario, il y a six modes de jeu :
- mode Nozoki : le joueur regarde un personnage féminin (potentiellement mineur) en train d'attendre, tout en ayant la possibilité de produire un courant d'air levant la jupe de la femme, exposant ainsi leurs sous-vêtements. Après que certains progrès soient achevés, le joueur a la possibilité de retirer les vêtements de la femme ainsi que l'insertion de vibromasseur sans toutefois avoir la possibilité de la toucher.
- mode Chikan : similaire au mode Nozoki il permet de caresser le personnage féminin et de lui retirer les vêtements.
- mode Deux joueurs (ou mode « 2P ») : le joueur peut forcer l'une des trois femmes à une relation sexuelle non consentie. Le personnage principal est en danger d'être tué dans certaines circonstances, mais il n'y a pas de restrictions de niveau. Il y a différentes positions sexuelles possible, y compris le sexe oral.
- mode Cinq joueurs (ou mode « 5P ») : le joueur — avec trois autres hommes — viole collectivement un personnage féminin. Le joueur est limité à une position sexuelle.
- mode Shippo : le personnage principal est capable de forcer deux ou trois des femmes à la fois à des relations sexuelles non consenties.
- mode Neko-Kappa : non jouable, seulement visionnable. L'idée originale est que le mode Neko-Kappa permet au joueur de visionner une ou deux femmes ligotées dans un bondage.

### Scénario
Dans le mode « scénario », le joueur viole dans l'ordre Manaka, Yūko, et Aoi. Le joueur débute dans la gare puis entre dans le train avec sa victime où il se frotte à elle, avant de la violer plus tard. Après avoir abusé des trois personnages, le mode « scénario » se termine pour laisser la place aux six autres modes de jeu.

## Personnages
- Masaya Kimura (鬼村 将哉, Kimura Masaya?) — Personnage du joueur et personnage principal, récemment sorti de prison[1], Masaya est un frotteur qui traque et viole la famille Kiryū.
- Manaka Kiryū (桐生 愛花, Kiryū Manaka?) — Manaka est la sœur cadette de Aoi : une fille de 12 ans[2] avec des cheveux noirs courts qui porte une robe bleue. Le joueur peut lui faire porter des oreilles de chat afin qu'elle puisse produire des bruits de chat. Voix de Natsumi Yanase.
- Aoi Kiryū (桐生 蒼, Kiryū Aoi?) — Aoi est la sœur aînée de Manaka : une fille brune aux cheveux longs portant un uniforme d'écolière ; c'est à cause d'elle que Masaya est allé en prison[2]. Selon le choix du joueur, elle peut avoir les cheveux en queue-de-cheval ou détachée, le réglage par défaut étant la queue-de-cheval. Voix de Mao Enokizu.
- Yūko Kiryū (桐生 夕子, Kiryū Yūko?) — Yūko est la mère de Manaka et Aoi : une femme brune aux cheveux courts qui porte un top vert et une jupe beige. Yūko a également les plus grands seins et peut éventuellement porter des lunettes pour lui faire produire des effets sonores vierge ou geek[pas clair]. Voix de Akari Tomiyama.

## Réception et controverses
Selon la société Illusion, le jeu n'a posé aucun problème au comité d'éthique qui l'a examiné à sa sortie au Japon. Le jeu étant disponible en ligne, se le procurer dans son pays n'est pas nécessaire pour pouvoir y jouer. Toutefois, de nombreux pays et distributeurs réagissent en décidant d'interdire son accès depuis leur territoire, en raison d'un contenu faisant l'apologie des violences sexuelles envers les femmes. La polémique commence lorsque l'organisation britannique Equality Now, œuvrant pour la protection et la promotion des droits des femmes dans le monde entier, lance une campagne contre le jeu, invitant ses soutiens à se plaindre à leur gouvernement. Amazon décide en février 2009 de retirer le jeu de ses offres en ligne ; EBay fait de même. En juin de la même année, l'OELI (Organisation pour l'éthique des logiciels informatiques, contrôlant les logiciels pour adultes produits au Japon) décide de retirer son label aux "jeux de torture sexuelle", visant spécifiquement RapeLay. Le jeu est spécifiquement interdit sur la plateforme Twitch.
En avril 2010, le gouvernement argentin est le premier à décider d'interdire l'accès au jeu,. La Malaisie, la Thaïlande et d'autres pays prennent également cette décision, mais cela crée en même temps une publicité virale pour le jeu. En Australie, le débat fait rage entre partisans de l'interdiction et opposants à toute censure d'Internet.